# Flexicrurum flexicrurum
Flexicrurum flexicrurum là một loài nhện trong họ Ochyroceratidae. Loài này phân bố ở Trung Quốc.